# 上林猷夫
上林 猷夫（かんばやし みちお、1914年2月21日 - 2001年9月10日）は、日本の詩人。
北海道札幌市出身。旧姓は高垣。生後6ヶ月で伯父の養子となり、大蔵省専売局官吏だった養父に従って全国を転々とする。同志社高等商業学校卒。大阪地方専売局を経て、高砂香料工業に勤務。取締役総務部長を務めた。
1936年池田克己、佐川英三らと『豚』を創刊。戦後は『花』を創刊、『日本未来派』に参加。1952年『都市幻想』で第3回H氏賞受賞。1963年から日本現代詩人会理事長として、事務的手腕を発揮した。1987年日本現代詩人会会長。

## 著書
- 『音楽に就て 詩集』現代詩精神社 1942
- 『機械と女 上林猷夫詩集』日本未来派の会 1956
- 『上林猷夫全詩集』潮流社 1976
- 『遺跡になる町 上林猷夫詩集』日本未来派発行所 1982
- 『竹風洞日記』食品出版社 1985
- 『子供と花 上林猷夫詩集』砂子屋書房 1986
- 『詩人高見順 その生と死』講談社 1991
- 『上林猷夫詩集』思潮社 現代詩文庫 1995
- A selections of Michio Kambayashi’s poems 徳永暢三英訳 思潮社 1998

### 編纂
- 『童女』奈良幸次郎共編 中村良明遺作集頒布会 1941
- 『丸山薫詩集』編 弥生書房 1968

## 注
1. ↑  吉備路文学館
2. ↑  日本人名大事典